# الطيبة (عين العرب)
الطيبة قرية سوريّة تتبع إداريّاً لمحافظة حلب منطقة عين العرب ناحية الجلبية، بلغ تعداد سكانها 146 نسمة حسب التعداد السكاني لعام 2004.